# Jamno (Zduńska Wola)
Pour les articles homonymes, voir Jamno.
Jamno est une localité polonaise de la gmina de Szadek, située dans le powiat de Zduńska Wola en voïvodie de Łódź.